# Walter Walford Johnson
Walter Walford Johnson, född 16 april 1904 i Pueblo, Colorado, död 23 mars 1987 i Tempe, Arizona, var en amerikansk demokratisk politiker. Han var guvernör i delstaten Colorado 1950-1951.
Johnson gifte sig 1922 med Neva Morrow. Paret fick två barn: Winnifred och Walford. Johnson var verksam som affärsman i Pueblo. Han var ledamot av delstatens senat 1941-1949.
Johnson var viceguvernör i Colorado 1949-1950. Guvernör William Lee Knous avgick 1950 för att tillträda som domare i en federal domstol och efterträddes av Johnson. Republikanen Dan Thornton besegrade Johnson i guvernörsvalet i Colorado 1950.
Johnson var kongregationalist. Hans grav finns på Evergreen Cemetery i Pueblo.